# پایگاه هوایی آبی پورت کارلینگ/ لیک جوزف
پایگاه هوایی آبی پورت کارلینگ/ لیک جوزف (به انگلیسی: Port Carling/Lake Joseph Water Aerodrome) یک فرودگاه خصوصی است که یک باند فرود آب دارد. این فرودگاه در کشور کانادا قرار دارد و در ارتفاع ۲۲۶ متری از سطح دریا واقع شده است.